# Discul din Phaistos

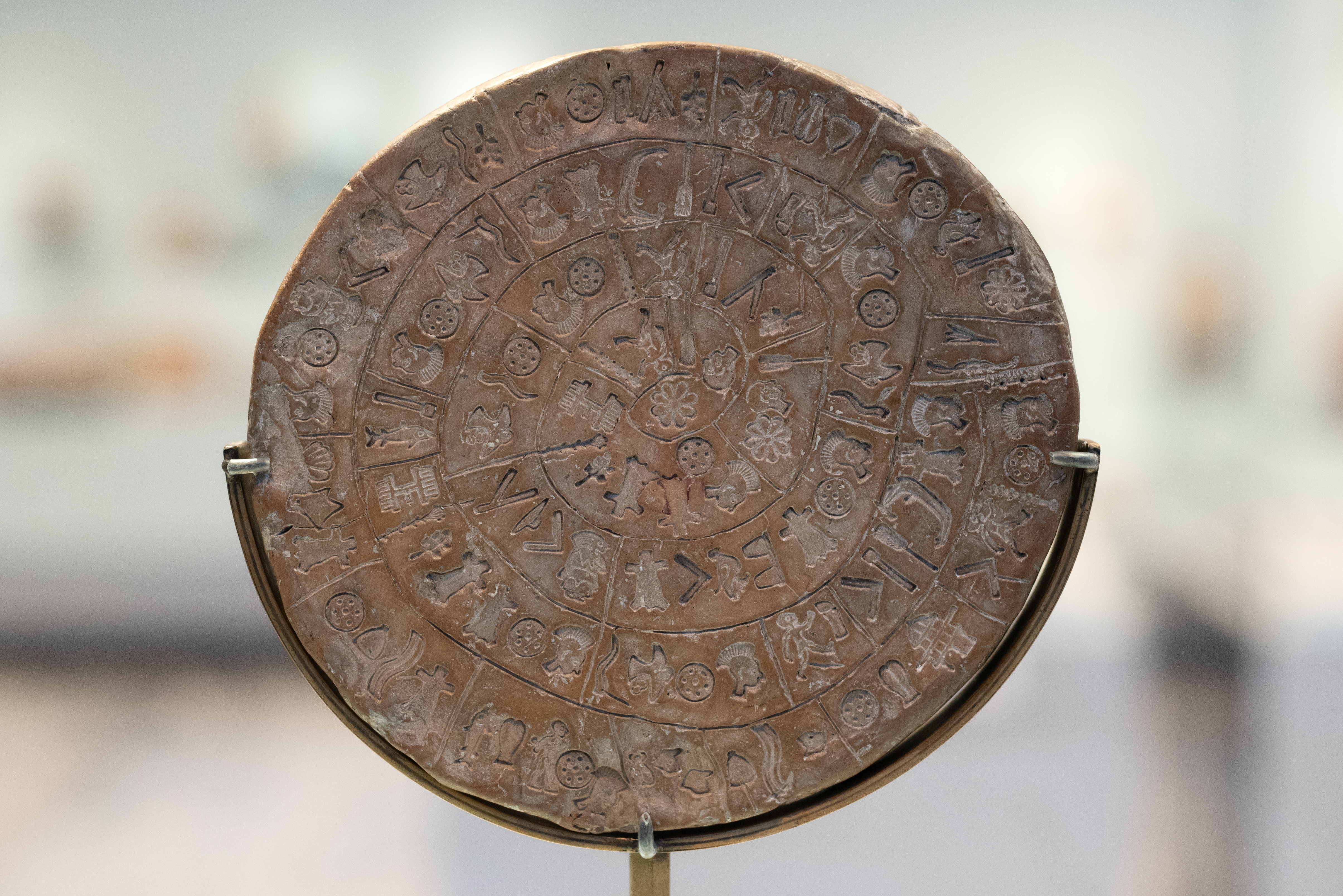
Textul discului din Phaistos, după interpretarea lui Jean Faucounau, este un soi de litanie pentru un personaj istoric pe nume Arion.

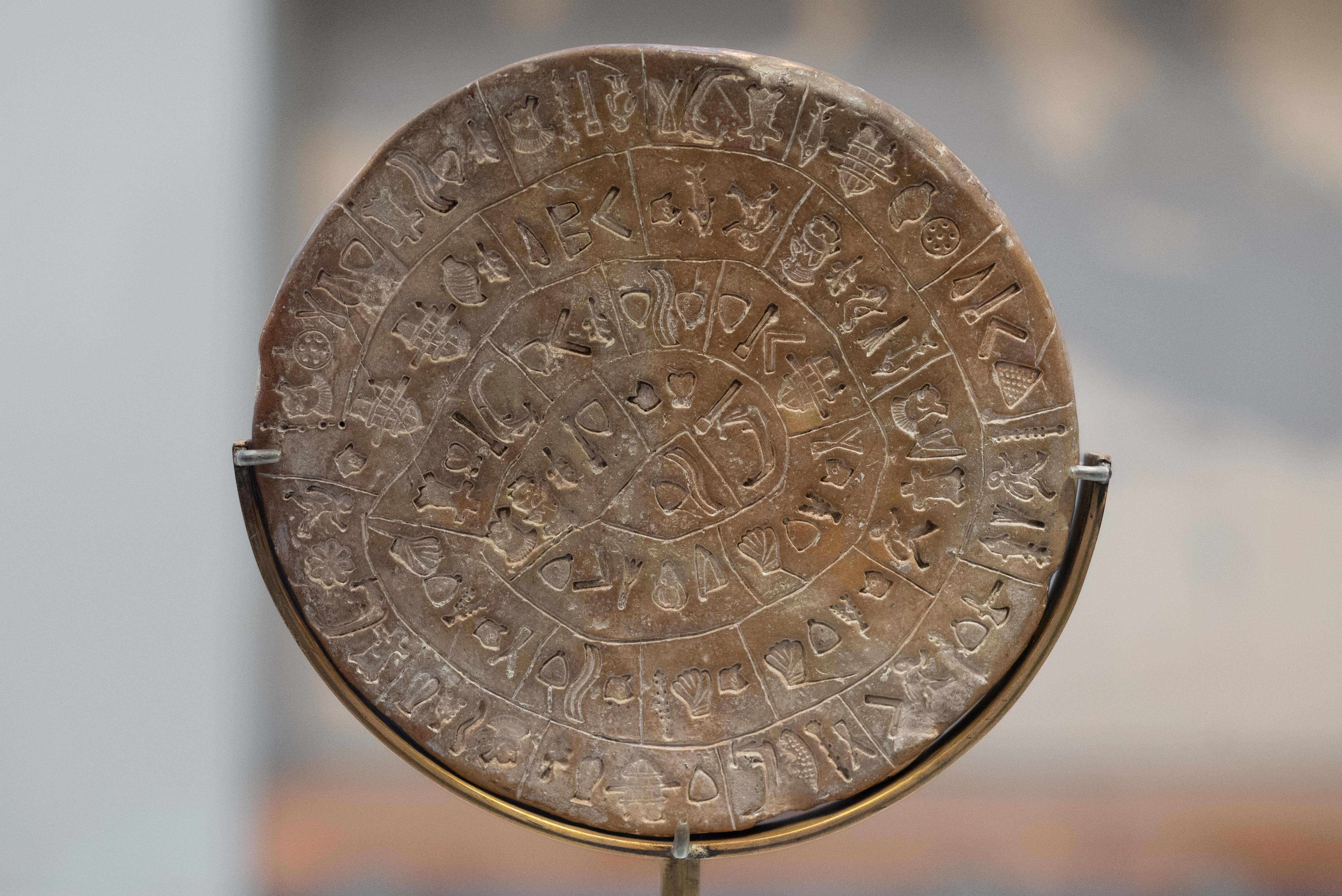
Cel mai vechi text indo-european descifrat face de asemenea referinţe la ochi, orbite şi orbire.

Discul din Phaistos este un disc din argilă, lat cât o farfurie, nu mai mare decât două laturi de palme (sau 17 cm) în diametru, care a fost descoperit la Phaistos de arheologul italian Luigi Pernier în seara zilei de 3 iulie a anului 1908.

## Contextul arheologic
În seara aceea se dezgropau (sub camera XL-101) pivnițele în ruine ale primului palat minoic, nu departe de Hagia Triada, pe coasta de miazăzi a insulei Creta. La circa 50 cm deasupra podelei, între oase arse de bovidee, lângă tăblița PH-1 scrisă în liniar A (cam la 20 cm la sud de aceasta), și într-o cenușă groasă, amestecată cu pământ negru, Luigi Pernier a aflat acest specimen unic, remarcabil de bine păstrat. Acesta se află azi la Muzeul Arheologic din Iraklion unde este expus ca obiect de admirație dar și de intense speculații.
Se pare că situl primului palat minoic a fost distrus de evenimentul cel remarcabil din 1628 î. Hr. (sau din preajma anului acesta) care a zguduit lumea minoică, fiind resimțit pretutindeni pe malurile Mediteranei. Dar discul din Phaistos nu aparține, prin factură, thalassocrației minoice. El a fost doar depozitat de aceasta într-o pivniță caracteristică (Temple Depository) la care se ajungea intrând numai de sus în jos, și ai cărei pereți erau văruiți cu mare grijă.
Desigur, discul trebuie să fi fost adus la Phaistos ca pradă de război, apoi doar lăsat acolo la păstrare, printre alte obiecte (dintre care, în mod remarcabil, lipsesc lucrurile de preț). El nu putea fi mulat, "ștanțat" cu un tipar mobil de hieroglife, apoi ars în cuptor la o dată posterioară anilor 1700 î. Hr., și probabil nici anterioară începutului anilor 2000 î. Hr. Discul din Phaistos se situează deci la începutul Cicladicului Vechi din jurul insulei Delos, în plină Epocă a Bronzului timpuriu, cu mult înaintea expansiunii maxime, apoi a marii migrații miceniene cu care se încheie brusc lumea minoică.

## Descriere fizică
Sunt circa 241 de hieroglife (pe scurt, și de aici mai departe numite glife) pe ambele fețe ale discului din Phaistos. Dintre acestea, câteva au fost șterse, apoi corectate de scribul care le "ștanța" în argilă moale, una câte una, pe măsură ce compunea textul. Sunt cam treizeci de căsuțe cu trei-patru sau chiar șase glife pe fiecare față.
Acestea urmează o traiectorie spirală, centripetă, în sensul anti-trigonometric ("al acelor de ceasornic"). Doar cincizeci de figuri distincte au fost folosite pentru glife. Ele reprezintă "obiecte concrete" iar nu idei, schițând limpede profiluri de corpuri ori numai de capete umane, pești, un scut, diverse plante, o bâtă, o navă, etc. Fețele au fost numite A și B în ordinea în care au fost imprimate, deoarece prima este mai convexă și mai "contrastată", fiind gravată în argilă mai proaspătă, mai puțin turtită.

### Textul
| (A1)  | (A2)  | (A3)  | (A4)     |
| (A5)  | (A6)  | (A7)  | (A8) [.] |
| (A9)  | (A10) | (A11) | (A12)    |
| (A13) | (A14) | (A15) | (A16)    |
| (A17) | (A18) | (A19) | (A20)    |
| (A21) | (A22) | (A23) | (A24)    |
| (A25) | (A26) | (A27) | (A28)    |
| (A29) | (A30) | (A31) |          |
| (B1)  | (B2)  | (B3)  | (B4)     |
| (B5)  | (B6)  | (B7)  | (B8)     |
| (B9)  | (B10) | (B11) | (B12)    |
| (B13) | (B14) | (B15) | (B16)    |
| (B17) | (B18) | (B19) | (B20)    |
| (B21) | (B22) | (B23) | (B24)    |
| (B25) | (B26) | (B27) | (B28)    |
| (B29) | (B30) |       |          |

## Descifrare

### Încercări istorice
Deoarece discul din Phaistos este "ștanțat" cu un tipar mobil și nu zgâriat cu un calamos în chipul semnelor cuneiforme, el reprezintă una din cele mai vechi "tipărituri" cunoscute până azi. Încercări dintre cele mai fanteziste au fost făcute pentru a propune o lectură a textului său, pe diverse baze, în diferite limbi vechi, de la indo-europene la anatoliene pre-hitite, nord-semitice, etc. Ceea ce este remarcabil din punctul de vedere al datelor reale (și nu al interpretărilor), este faptul că un număr de grupări de glife sunt în mod caracteristic aceleași la începutul căsuțelor. De asemenea unele glife au sau nu au o codiță sau un fel de virgulă finală, după context. În fine, dispoziția glifelor pare a urma considerente de înghesuire în funcție de necesitățile de "paginație", descoperite ad hoc la compunerea textului.

### Încercări recente
Pentru descifrarea sensului acestor obiecte misterioase s-au încercat cele mai diverse metode și teorii de-a lungul timpului.
Jean Faucounau, pornind de la idei ale cercetătoarei Florence Melian Stawell și ale lui sir Arthur John Evans, și considerând soluțiile problematicilor culturale, istorice și lingvistice ale discului din Phaistos timp de peste treizeci de ani, a propus o descifrare cu totul remarcabilă. Acest matematician francez, dublat de un bun cunoscător al limbii homerice, nu a avut norocul unei a doua pietre de la Rosetta. El a trebuit deci să aplice calcule statistice, să formuleze ipoteze lingvistice, și să verifice coerența internă a descifrării lui la un singur text. Pentru astfel de hapax legomena a rezultat o lectio difficilior de o estetică admirabilă. Câteva duzini de articole, trei cărți, și o viață de om, nu tocmai simple, au produs o interpetare a discului din Phaistos de o simplitate homerică:
Prima ipoteză este că textul discului din Phaistos este "scris" într-o limbă proto-Ioniană, și nu în vreo obscură limbă de substrat pre-greacă ori anatoliană, fie aceea indo-europeană ori ba.
A doua ipoteză, și mai "occamiană" decât prima, este că toate glifele nu sunt altceva decât mnemonice acrofonice. Acestea operează astfel încât imaginile unor obiecte foarte comune, care vin imediat în minte la privirea glifelor, nu fac decât să invoce acele sunete inițiale comune, cu care o altă rostire se poate închega. Exemplul următor simplifică expunerea principiului acrofonic:
Glifa numărul unu, "băiatul ce aleargă", invocă pentru Jean Faucounau numele homeric al acestuia, *κο-ρFος (transcris de altfel în codul beta astfel: kou=ros). Cititorii proto-Ionieni ai glifei nu fac, privind-o, decât să recite silaba inițială [ku] pe care scribul a imprimat-o mai înainte. Iar cu această silabă se poate nota și oricare alt cuvânt care începe cu aceleași sunete. Următoarele două glife pot adăuga, de pildă, silabele [su] și [te]. Iar cu toate trei se poate astfel scrie cuvântul ku-su-te, sau cel fonetic echivalent, grecesc, românesc, ori al oricărei alte limbi. După contextul dat, sensul aceluiași cuvânt rostit poate fi desigur foarte diferit. Singura condiție a biunivocității lecturii pentru cititor și pentru scrib este ca aceștia să se refere la aceeași limbă. Principiul acrofonic, înrudit cu cel al rebusului, este universal, deoarece el poate astfel nota orice limbă. Totuși, spre deosebire de rebusuri , el trebuie pus la lucru numai într-una și aceeași limbă, astfel ca el să producă reprezentarea unei scrieri fonetice și nu a unei scrieri ideografice cum sunt cele vechi egiptene sau chinezești.
Fără o piatră de la Rosetta proto-Ioniană, rămânând deocamdată hapax legomena, discul din Phaistos are doar coroborări externe pur conjuncturale. Acestea sunt însă remarcabile: Perioadele constante ale precesiei echinocțiale fac ca anumite configurații ale constelațiilor cerului boreal să fie atât riguros posibile, cât și caracteristice doar anumitor epoci. Într-o astfel de epocă, înainte de 2500 î. Hr., doar în intervalul de latitudini nordice corespunzător Cicladelor, și doar în jurul piticei dar miticei insule Delos, se puteau numi constelațiile după semificațiile cunoscute azi. În rezumat, aceasta este teoria astronomului britanic E. W. Maunder, care oferă o coroborare nesperată, independentă, a descifrării în lectio difficilior a lui Jean Faucounau.

### Consecințele acceptării ultimelor încercări de descifrare
Dacă Jean Faucounau, un diletant luminat, primește atenție academică, atunci trebuie rescrisă istoria Cicladicului vechi, a bazinului mediteranean ca și a întregului bronz timpuriu european.